# Som Salomos sång
Som Salomos sång är ett album från 2006 av och med den svenska reggaemusikern Governor Andy.
Vokalisterna Jr Eric och Million Stylez gästar albumet på låtarna "Reggaeprofil" respektive "Vi kan inte ta de här". Låten "Bulleribock" finns i en något ändrad version även med på Kalle Baahs album Bråda dagar från samma år.
Albumet innehåller även en video till låten "Bonus på kortet".

## Låtlista
1. "Bulleribock" - 4:41
2. "Bonus på kortet" - 3:43
3. "Reggaeprofil" (feat Jr Eric) - 3:47
4. "Som Solomos sång" - 4:17
5. "Jah Jah Jag ber" - 3:25
6. "Trycket på rasta" - 4:46
7. "De eskalerar" - 3:54
8. "Från ovan sända" - 3:52
9. "Babylon förbereder" - 3:57
10. "Pärlan" - 4:21
11. "Vi kan inte ta de här" (feat Million Stylez) - 3:33
12. "Dessa Strebrar" - 4:19
13. "Fattig svenne" - 4:27